# Quiina cruegeriana
Quiina cruegeriana är en tvåhjärtbladig växtart som beskrevs av August Heinrich Rudolf Grisebach. Quiina cruegeriana ingår i släktet Quiina och familjen Ochnaceae. Inga underarter finns listade i Catalogue of Life.